# Domingos Rebelo
Domingos Maria Xavier Rebelo (Ponta Delgada, 3 de diciembre de 1891–Lisboa, 11 de enero de 1975), más conocido como Domingos Rebelo, fue un pintor y maestro portugués. 
Fue autor de algunas de las imágenes más emblemáticas de la iconografía de las Azores, con énfasis en Os Emigrantes, probablemente la imagen más reproducida del archipiélago.

## Biografía
Nacido en la capital de las Azores, Ponta Delgada, el 3 de diciembre de 1891, en el seno de una familia modesta. Es hijo de José Eduardo Rebelo, guardia fiscal, y Georgina Augusta Pereira Rebelo, y tuvo dos hermanos, José y María da Gloria. La vida familiar y la religión fueron dos aspectos muy importantes que marcaron la posterior obra del pintor.
Domingos Rebelo asistió al Instituto Fischer, donde recibió una educación católica y, habiendo manifestado un fuerte interés por el dibujo y la pintura, ingresó a la Escola de Artes e Oficios Velho Cabral, que hoy día se denomina Escola Secundária Domingos Rebelo.
El pintor Artur Jaime Viçoso May, director de la Escuela, reconoció el talento artístico del alumno y animó la producción de sus primeras obras. Fue gracias a este apoyo que, con apenas 13 años, exhibió por primera vez una de sus obras, colocando un cuadro suyo en la vidriera de la Tienda Duarte Pereira Cardoso, ubicada en la Rua Nova da Matriz, actualmente Rua António. José de Almeida, en el centro de Ponta Delgada.
La obra expuesta y el apoyo de Viçoso May pusieron en conocimiento de los condes de Albuquerque el talento de Domingos Rebelo, quienes, impresionados por la calidad de su arte, se ofrecieron a costear sus estudios artísticos.
Con el apoyo de Duarte de Andrade Albuquerque de Bettencourt, el 1.er Conde de Albuquerque, y Viçoso May, se crearon las condiciones para que continuara sus estudios en París. Tenía 15 años cuando salió de Ponta Delgada rumbo a la gran metrópoli europea.
Permaneció seis años en París, donde asistió a la Academia Julian, como discípulo de Jean-Paul Laurens, y al curso libre en la Académie de la Grande Chaumière, donde entró en contacto con maestros como Léon Bonnat. También convivió con grandes nombres de la pintura portuguesa de paso por París, como Amadeu de Sousa Cardoso, Santa Rita Pintor, Emmerico Nunes, Dórdio Gomes, Eduardo Viana, Manuel Bentes y Pedro Cruz. Fue en este medio artístico, donde la originalidad de los modernistas Paul Cézanne, Henri Matisse y Amedeo Modigliani, que Domingos Rebelo perfeccionó su formación técnica y adquirió la cosmovisión que demostró en su obra.
En 1911 participó en la Exposición de Libros en el Salão Bobone de Lisboa, junto a Eduardo Viana, Emmerico Nunes, Alberto Cardoso (1881-1942), Francisco Smith, Manuel Bentes y Francisco Álvares Cabral (1887-1947). 
Se casó con Maria do Carmo Berquó de Aguiar, natural de Ponta Delgada, que murió muy joven sin dejar descendencia. Se casó de nuevo en 1921 con María Josefina de Oliveira Correia, natural de Viseo, quien sería su compañera inseparable y con quien tuvo cinco hijos, uno de los cuales fue el arquitecto João Correia Rebelo.
En 1913, regresó a la isla de São Miguel, donde permaneció durante treinta años, viajando de vez en cuando a Lisboa y participando regularmente en las exposiciones anuales de la Sociedade Nacional de Belas-Artes, de la que era miembro y de que más tarde se convertiría en director.

### Fase «regionalista» (1913-1942)
A pesar de su prolongada estancia en París y de sus diversos viajes a Lisboa, siempre se mantuvo vinculado a las Azores, vínculo que se acentuó tras su segundo matrimonio.
Instalado en Ponta Delgada, se dedicó a la enseñanza, trabajando en la escuela donde había estudiado, sin dejar de pintar, exponiendo localmente pero manteniendo una importante presencia en Lisboa, en eventos patrocinados por la Sociedade Nacional de Belas-Artes, con alguna participación internacional.
La devoción que sentía por su tierra natal se manifiesta en la gran mayoría de sus lienzos de este período, en los que retrata costumbres, tradiciones y usos del pueblo azoriano, con énfasis en las actividades tradicionales del mundo rural, implementos, aspectos religiosos, festividades, música y bailes. Este predominio de los temas etnográficos marca decisivamente la pintura de Domingos Rebelo, hasta el punto de que algunos críticos lo califican de pintor-etnógrafo.
A lo largo de las décadas de 1920 y 1930 definió su personalidad como pintor, afirmando un gusto cada vez más insular. Este fue el período más rico y creativo de su vida, produciendo sus mejores obras y revelando su tendencia regionalista. En aquella época, en las Azores, y en particular en la isla de São Miguel, se vivía una compleja dinámica social y política entre las tendencias autonomistas, con raíces en la Primera Campaña Autonómica, y el (re)nacimiento del nacionalismo portugués en la final. fase de la Primera República Portuguesa y el período convulso de la transición de la Ditadura Nacional al Estado Novo. En este contexto, la intelectualidad azoriana sucumbió al llamado «regionalismo», que surgió como una especie de síntesis, en la que, sin negar la portuguesidad impuesta por el creciente nacionalismo, se exaltaron los valores de la «azorianidad». En esta línea aparecen obras como las de Gervásio Lima, Armando Narciso (y el Primer Congreso Azoriano) y Domingos Rebelo, en las que transmite un cuasi- romanticismo serodiano, exaltando los valores azorianos, representados por las costumbres ancestrales de los azorianos, en al mismo tiempo que se tejen elogios a las virtudes de la patria portuguesa.
Una buena definición del movimiento la da Luís Bernardo Athayde, entonces director del Museo Carlos Machado, quien en 1921 publica un artículo en el que afirma que el verdadero artista regionalista es aquel que, a través de su arte, busca contribuir al renacer de su patria y desencadenar en el alma portuguesa el amor por la patria. El regionalismo es la apreciación de lo popular y único en la cultura de un pueblo y que permanece vivo en el alma y en la vida cotidiana a lo largo de los siglos. Las personas se convierten en objeto de estudio y campo de análisis.
El regionalismo no sólo se dejó sentir en la literatura, sino que invadió otros aspectos de la creación intelectual, siendo evidente en la historiografía de la época (con un culto exagerado al heroísmo azoriano al servicio de la hazaña portuguesa), en la poesía, la música y las artes visuales. Hubo una influencia mutua, en la que las diversas formas de creación convergieron en una red de interacciones compleja y, a veces, verdaderamente contradictoria.
Parte muy significativa de este entramado intelectual es el pasaje de una carta dirigida por Domingos Rebelo a su gran amigo Armando César Côrtes-Rodrigues, fechada el 14 de diciembre de 1923, en la que Domingos Rebelo afirma: Creo que esta vez encontré lo que buscaba.. Después de tantas vacilaciones, llegué a la conclusión de que mi temperamento era realista y que mi Obra tenía que hacerse aquí, Regionalista, sentida con la mayor justicia.. Este sentimiento explica la tendencia regionalizadora popular de gran parte de la pintura de Domingos Rebelo, que forma parte de ese conjunto inseparable de obras de todo tipo, cuyo hilo conductor es la búsqueda de la herencia primitiva, de carácter popular, presente en las más relevantes manifestaciones del pueblo azoriano, como las fiestas del Espíritu Santo y del Senhor Santo Cristo dos Milagres, así como los paisajes y escenas de la vida rural, profusamente descritos y magistralmente pintados por Domingos Rebelo.
En este contexto, merece mención el cuadro Os Emigrantes, justamente considerado el ex-libris de la pintura azoriana y la obra maestra de Domingos Rebelo. En esa composición, la viola da terra, instrumento intrínsecamente azoriano, el registro del señor Santo Cristo dos Milagres y las vestimentas y expresiones dan una imagen conmovedora de la azorianidad vista a través de los ojos del regionalismo. La obra, considerada referencia obligada en el panorama regionalista, es sin duda la imagen más editada y difundida de toda la iconografía azoriana, estando presente en todo el mundo gracias a la diáspora azoriana. Esta obra por sí sola es suficiente para hacer de Domingos Rebelo el pintor azoriano más famoso y representativo.
Aunque residía en las Azores, mantuvo una presencia habitual en los actos celebrados en Lisboa. De las obras presentadas durante este período, tres fueron adquiridas para el Museo de Arte Contemporáneo y un retrato del Mariscal Gomes da Costa para el Museu de Marinha.
En 1920, con 28 años, viajó a Brasil, donde fue distinguido con una medalla de plata en una exposición celebrada en Río de Janeiro. También ganó el premio Silva Porto (por su obra Retrato de Família, 1937), Rocha Cabral y Roque Gameiro, todos premios creados bajo el auspicio de la Sociedad Nacional de Bellas Artes.
En 1922, realizó una exposición individual en la sala principal del Gobierno Civil de Ponta Delgada, en el Palácio da Conceição.
En 1925 ganó una medalla de la Sociedad Nacional de Bellas Artes, con un magistral retrato de Viçoso May.
En 1937, expone en el salón de baile de O Século, con los honores de una visita del Presidente de la República. En esta exposición presentó el magnífico óleo titulado Supremo Refúgio, una de sus mejores composiciones.
En 1939, participó en una exposición en San Francisco, California, con artistas de 79 países. Una de sus obras fue adquirida por la entidad organizadora.
En 1940 fue nombrado director de la entonces Escuela Industrial y Comercial de Ponta Delgada (hoy Escola Secundária Domingos Rebelo), cargo que ocupó hasta su partida para Lisboa a finales de 1942. Ese mismo año realizó su última exhibición en las Azores en el gimnasio del Liceu Antero de Quental, en Ponta Delgada.

### Pintor y maestro en Lisboa (1942-1975)
A partir de 1942 se instaló definitivamente en Lisboa, teniendo como primer gran encargo completar el fresco iniciado por el pintor expresionista Adriano de Sousa Lopes en el Palacio de São Bento, entonces Asamblea Nacional, con cuatro de los siete grandes paneles de estilo histórico-colonial. temas que decoran el Gran Salón de ese palacio, hoy sede de la Asamblea de la República.

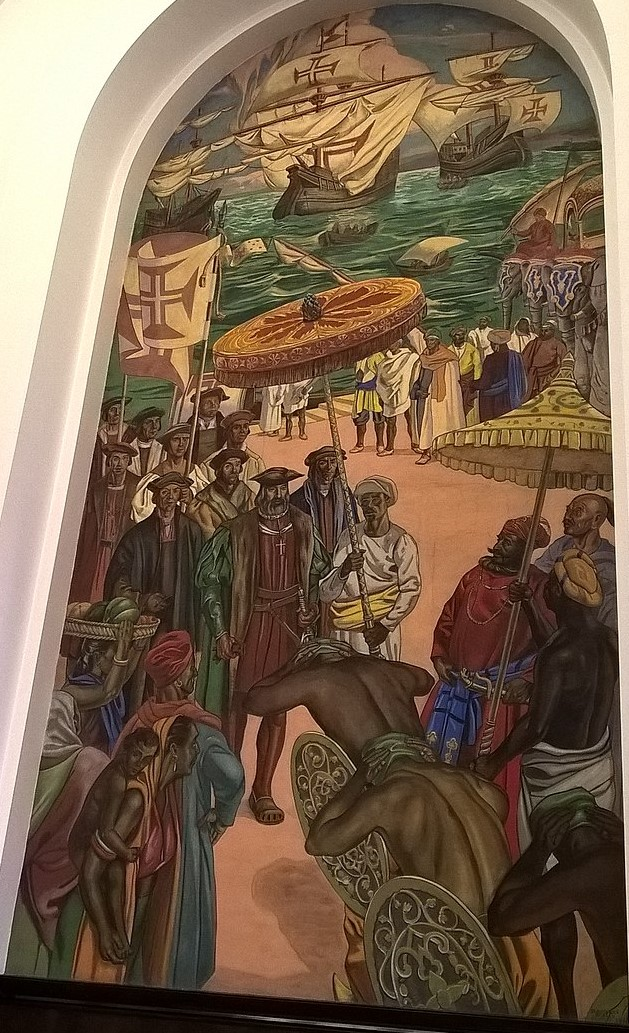
Vasco da Gama recebido pelos emissários do Samorim (1945), en el Palacio de São Bento de Lisboa

En 1950, becado por el Instituto de Alta Cultura, pudo viajar por varias ciudades italianas, visitando museos y colecciones de pintura. A su regreso a Lisboa, pintó los frescos de la Iglesia de São João de Deus, iniciando una etapa ya desvinculada del regionalismo, durante la cual produjo cientos de pinturas con una variedad de temas que ahora se encuentran diseminados por museos, iglesias y colecciones privadas.
Además de su actividad como pintor, permaneció vinculado a la enseñanza y fue director de la Biblioteca-Museo de Educación Primaria, instalada en Benfica, Lisboa, junto a la antigua Escola do Magistério Primário de Lisboa.
Fue director y miembro de la Academia Nacional de Bellas Artes entre 1947 y 1970. A partir de esa fecha pasó a ser miembro de honor.
El 6 de diciembre de 1957 se le concedió el grado de Oficial de la Orden de Instrucción Pública. 
Se mantuvo su estrecha vinculación con las Azores, habiendo permanecido largas temporadas en el archipiélago en ratos de ocio y para ejecutar obras por encargo de instituciones públicas o privadas, con destaque para los frescos que sirven de fondo a las salas de audiencia de los tribunales de Angra do Heroísmo y de Ponta Delgada.
Parte de la obra del artista son composiciones para tapices que se presentan en el campus de la Universidad de Coímbra, así como miniaturas en barro de carácter etnográfico que se encuentran en el Museo Carlos Machado.
Siempre mantuvo la actitud de un maestro, preocupándose por los jóvenes pintores azorianos al inicio de sus carreras, en particular por los que viajaban a Lisboa.
Murió en Lisboa el 11 de enero de 1975. Fue un hombre que guio su vida según principios morales y religiosos muy estrictos y, a través del arte, buscó la verdad y la tranquilidad de su conciencia.
Valorar el entorno familiar y el papel de la familia en la sociedad era una creencia indiscutible para Domingos Rebelo, lo mismo que sucede, como reflejo de su formación, con énfasis en la práctica religiosa. Estos aspectos son claramente evidentes en la obra del pintor, como lo ejemplifica el lienzo Natal, fechado en 1926, en el que aparecen el propio Domingos Rebelo y su esposa María Josefina, con un niño en brazos. Este mismo culto a la familia ya la religiosidad se encuentra en muchos de los otros lienzos del pintor, en una obra en la que la religión tenía una fuerte presencia.
Habiendo sido alumno, docente y director de la ex Escola Industrial e Comercial de Ponta Delgada, fue elegido en 1978 para ser patrono de ese establecimiento, que a partir del 1 de enero de 1979 pasó a llamarse Escola Secundária Domingos Rebelo, una de las más grandes y más prestigiosas escuelas secundarias de las Azores. Por feliz coincidencia, las instalaciones actuales de la Escuela están ubicadas en las cercanías de Papa-Terra, el barrio de Ponta Delgada donde vivió y trabajó el pintor.